# Deinopsis franki
Deinopsis franki är en skalbaggsart som beskrevs av Jan Klimaszewski 1980. Deinopsis franki ingår i släktet Deinopsis och familjen kortvingar. Inga underarter finns listade i Catalogue of Life.